# Gil
Carlos Gilberto Nascimento Silva, egyszerűen csak Gil (Campos dos Goytacazes, 1987. június 12. –) brazil labdarúgó, 2016-tól a kínai Shandong Luneng hátvédje.
2014-ben, amikor Dungát kinevezték brazil szövetségi kapitánnyá, az első két (barátságos) válogatott mérkőzésre (Ecuador és Kolumbia ellen) Gilt is benevezte a keretbe. Legnagyobb sikerét a Corinthiansszal érte el, amikor 2015-ben megnyerte a brazil bajnokságot.